# Los Altos (Texas)
Pour les articles homonymes, voir Los Altos.
Los Altos est une census-designated place située dans le comté de Webb, dans l’État du Texas, aux États-Unis. Sa population s’élevait à 140 habitants lors du recensement de 2010.